# Kamenná Lhota
Pour les articles homonymes, voir Kamenná.
Kamenná Lhota (en allemand : Stein Lhota) est une commune du district de Havlíčkův Brod, dans la région de Vysočina, en Tchéquie. Sa population s'élevait à 267 habitants en 2020.

## Géographie
Kamenná Lhota se trouve à 6 km au sud de Ledeč nad Sázavou, à 23 km à l'ouest-nord-ouest de Havlíčkův Brod, à 36 km au nord-ouest de Jihlava et à 77 km à l'est-sud-est de Prague.
La commune est limitée par Kožlí au nord-ouest, par Bojiště au nord-est, par Kouty à l'est, par Horní Paseka au sud et à l'ouest.

## Histoire
La première mention écrite du village date de 1380.

## Source
- (cs) Cet article est partiellement ou en totalité issu de l’article de Wikipédia en tchèque intitulé « Kamenná Lhota » (voir la liste des auteurs).